# 百樂門出版
百樂門出版集團有限公司，簡稱百樂門出版集團及百樂門出版（英語：PARAMOUNT PUBLISHING GROUP LIMITED，港交所除牌時0282.HK），在1988年3月7日由威華航業有限公司更名而來，前身為「百樂門發展有限公司」及「百樂門印刷集團有限公司」。
業務當時經營印刷、出版等書刊類別，曾是聯合集團有限公司旗下公司，但由於涉及經營困難，於是出售給海裕國際集團有限公司（利基控股有限公司前身）。
到了1999年，向Next Media Magazines Holdings Limited（前稱：Next Media International Holdings Limited）收購《壹本便利》雜誌之出版權與刊頭及 「nextmedia.com」、 「easyfinder.com.hk」及 「sw.com.hk」等數個互聯網網域名稱及網站，總配售6.3億股公司新股，集資約1.26億港元；而在2000年2月16日，被壹傳媒有限公司換取上市。

## 連結
- NextMedia.com （页面存档备份，存于）